# Cycas circinalis
Cycas circinalis (саговник закручений) — вид голонасінних рослин класу саговникоподібні (Cycadopsida).

## Опис
Стовбур до 5 м у висоту і 45 см в діаметрі. Листя яскраво-зелене, напівглянсове, 150—250 см в довжину. Пилкові шишки вузько-яйцевиді, помаранчевий, довжиною 45 см, 10 см діаметром. Мегаспорофіли довжиною 30 см, коричнево-повстяні. Насіння майже кулясте, довжиною 25-38 мм; саркотеста жовта.

## Поширення, екологія
Країни поширення: Індія (Карнатака, Керала, Таміл Наду). Цей вид, як правило, росте в досить щільних, сезонно сухих низькорослих лісових масивах у гірських районах. Рослини знаходяться також у скелястих районах (висушені русла річок). Багато дерев у цьому середовищі існування втрачають своє листя в сухий сезон, і С. circinalis також не завжди листяні у вкрай сухі часи. Населення також може виникати в більш високих вологих лісах. Вид здатний адаптуватися, з колоніями, що тягнуться від скелястих пагорбів вниз у прибережні місця існування на рівні моря.

## Використання
Саго і насіння цього поширеного виду традиційно використовують корінні народи у всьому ареалі. Це популярна декоративна рослина для зовнішньої посадки в тропіках.

## Загрози та охорона
Розчищення, як вважають, знищило понад 50 % від первісного середовища проживання C. circinalis. Заготівля листя для міського квітництва може також вплинути на цей вид. Існують, очевидно, цілющі властивості, що містяться в листі і серцевині стовбура. Великі й старі зразки безжально ламаються для вилучення серцевини. Насіння збирають і вживають в їжу як регулярну частину раціону. Популяції є в Храмовому заповіднику в штаті Карнатака і Біосферного заповіднику Нілігрі, в західних Гатах. Тропічний ботанічний сад і науково-дослідний інститут поблизу палода в штаті Керала був визначений як альтернативний центр зі збереження саговникових.

## Галерея

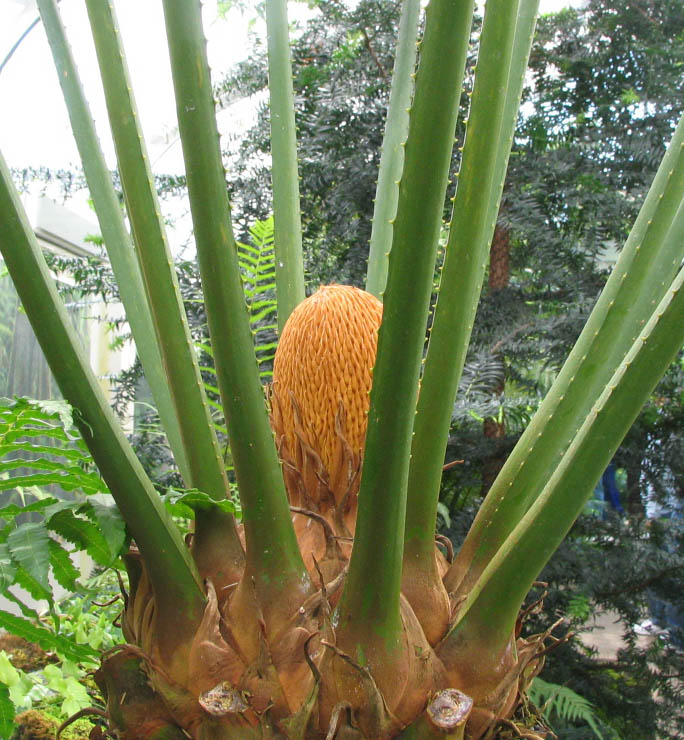
Чоловічі шишки, нові
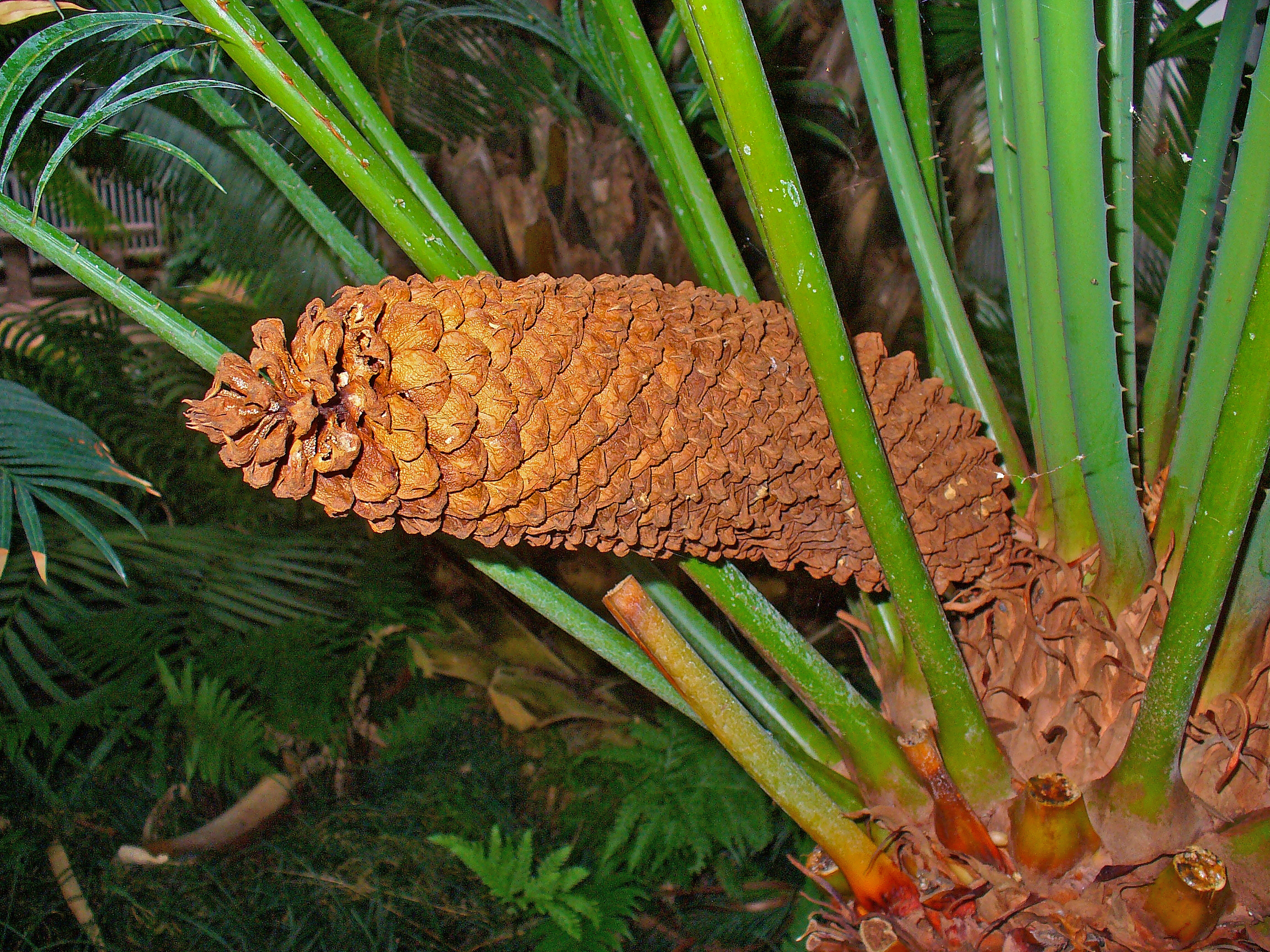
Чоловічі шишки, старі
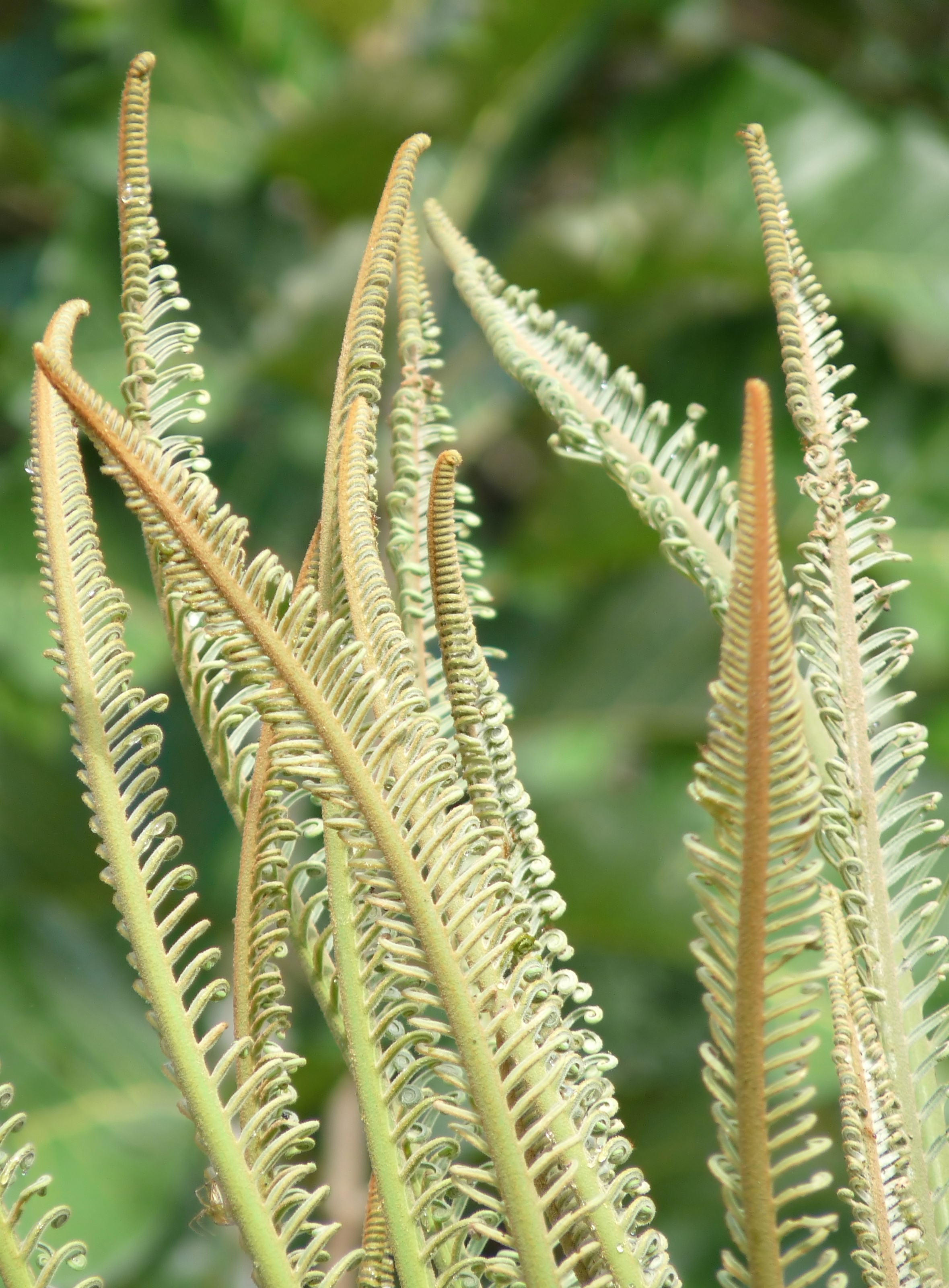
Молоді пагони
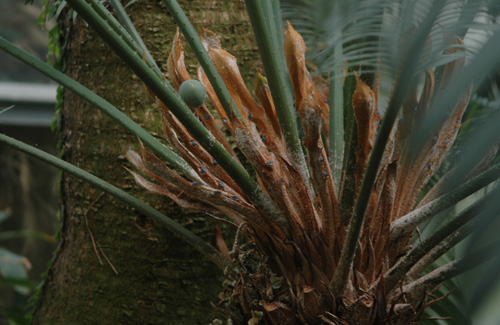
Жіночі мегаспорофіли
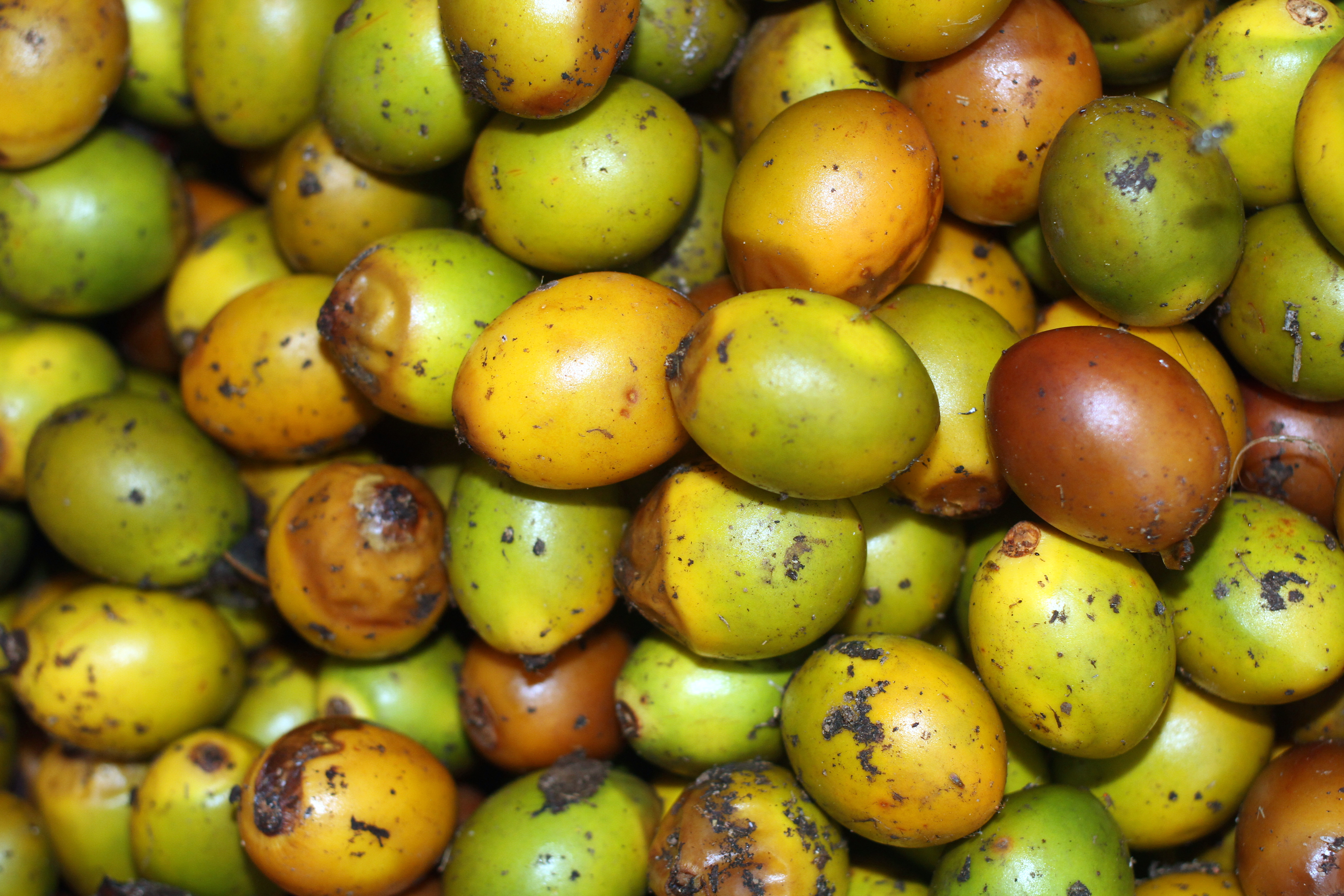
Зібране насіння